# Bayezid II
Bayezid II, detto il Saggio (in turco ottomano بايزيد ثانى, Bāyezīd-i sānī; Didymoteicho, 3 dicembre 1447 – Büyükçekmece, 26 maggio 1512), fu l'ottavo sultano dell'Impero ottomano, dal 1481 al 1512.

## Origini
Bayezid nacque il 3 dicembre 1447 a Demotika, l'attuale Didymoteicho, località della Grecia, figlio dell'allora Şehzade Mehmed (il futuro sultano Maometto II). Gli storici concordano che sua madre fosse la concubina Gülbahar Hatun, malgrado l'esistenza di alcune fonti che indicano come sua madre Sittişah Hatun, la quale però entrò nell'harem solo nel 1449, due anni dopo la nascita di Bayezid, stabilendo l'origine della confusione del secondo nome "Mükrime", comune a entrambe. Aveva almeno una sorella, Gevherhan Hatun.
Raggiunta l'età adulta, Bayezid venne inviato ad Amasya come governatore, in modo da ottemperare alla tradizione ottomana che prevedeva per gli eredi al trono un incarico di governo per abituarli al potere, e lì rimase per 27 anni, insieme alla madre.

## Salita al trono
Alla morte di Maometto II (1481), Bayezid riuscì a raggiungere Costantinopoli per primo e farsi acclamare sultano, ma entrò immediatamente in conflitto con il suo fratellastro, Şehzade Cem, per la conquista del trono. La legge ottomana non prevedeva una successione stabilita: qualsiasi parente maschio del sultano defunto poteva reclamare il trono e, secondo la "legge del fratricidio", far giustiziare tutti gli altri membri maschili della sua famiglia, ad eccezione dei propri figli, per evitare rivolte.
Malgrado il sostegno dei mamelucchi egiziani, Cem venne sconfitto e dovette ripiegare in Europa, dove venne trattenuto come ostaggio di lusso e dove morì. Bayezid, che pure aveva regolarmente versato un sostanzioso tributo perché i vari stati europei trattenessero Cem in ostaggio, chiede e ottenne la restituzione del corpo, che venne sepolto a Bursa.

## Regno
Salito al trono nel 1481, mecenate della cultura sia orientale che occidentale nonché buon amministratore e devoto musulmano, Bayezid si guadagnò gli epiteti di "Saggio" (sani), "Giusto" e "Pio" (Sofu). Uomo di cultura (aveva studiato l'arabo, il persiano, matematica, teologia e filosofia), fu protettore di poeti e si adoperò per migliorare le istituzioni politiche e amministrative dell'impero, oltre che a restituire alle istituzioni religiose i beni confiscati dal padre.
Durante il suo regno, Bayezid II si impegnò in numerose campagne per conquistare i possedimenti veneziani in Morea, considerando la regione come la chiave del futuro potere navale ottomano nel Mediterraneo orientale. Nel 1497 entrò in guerra con la Polonia e l'Ungheria, riportando una serie di successi durante la campagna moldava e sancendo la pace nel 1503. Estese i possedimenti ottomani con l'annessione di Durazzo, Lepanto e del Peloponneso.
Dovette anche affrontare continue ribellioni interne da parte della minoranza sciita, sostenuta dallo Scià persiano Isma'il I.
Nel luglio 1492, con il Decreto dell'Alhambra  la Spagna espulse dai suoi territori le popolazioni musulmane ed ebree. Bayezid proclamò allora che tutti i profughi sarebbero stati accolti come cittadini ottomani e inviò persino le navi della marina imperiale per condurli nei territori ottomani. Pare che Bayezid abbia criticato la condotta di Ferdinando e Isabella, sostenendo che stessero indebolendo il loro regno mentre rafforzavano quello del loro nemico, e impartì severe istruzioni sull'accoglienza calorosa da riservare agli ebrei spagnoli, addirittura minacciando la pena di morte per coloro che li avessero rifiutati.

## Successione
Nel 1509 due dei figli di Bayezid, Selim e Ahmed, si ribellarono al padre e l'uno contro l'altro per conquistare il trono. Ahmed conquistò Karaman per poi marciare su Costantinopoli, mentre Selim sollevò la Tracia. Tuttavia, il primo fu bloccato alle porte di Costantinopoli e dovette ritirarsi, perdendo man mano l'appoggio della sua fazione, mentre il secondo, pure sconfitto, riuscì a fuggire in Crimea dove ottenne l'appoggio del Khan Meñli I Giray, riorganizzò il suo esercito e, questa volta, sconfisse suo padre, costringendolo ad abdicare il 25 aprile 1512 e ad accettare l'esilio in Grecia. Selim, proclamatosi sultano Selim I, sfruttò la "legge del fratricidio" giustiziando tutti i suoi fratelli, compresso l'ancora una volta ribelle Ahmed, che si era proclamato sultano dell'Anatolia, e, presumibilmente, anche suo padre.

## Morte
Bayezid morì per cause misteriose il 26 maggio 1512, vicino a Edirne, appena un mese dopo aver abdicato. Fu sepolto nella Moschea di Bayezid II a Costantinopoli.

## Famiglia

### Consorti
Bayezid aveva dieci consorti note, più altre concubine sconosciute, madri degli altri figli e figlie:
- Şirin Hatun. BaşKadin (capo consorte), madre del figlio maggiori di Bayezid.
- Hüsnüşah Hatun.
- Bülbül Hatun. Madre di Şehzade Ahmed, figlio prediletto di Bayezid e principale rivale di Selim I per il trono.
- Nigar Hatun. Madre di Şehzade Korkut;
- Gülruh Hatun.
- Ayşe Gülbahar Hatun. Madre di Selim I.
- Muhtereme Ferahşad Hatun.
- Ayşe Hatun. Figlia di Alâüddevle Bozkurt Bey della dinastia Dulkadir e della sua consorte Shamsa Khatun, nonché nipote di Sittişah Hatun, prima moglie legale di Mehmed II, padre di Bayezid. Un tempo creduta la madre di Selim I, ma l'informazione fu in seguito sfatata. Morì nel 1512.
- Gülfem Hatun.
- Mühürnaz Hatun.

### Figli
Bayezid aveva almeno otto figli:
- Şehzade Abdüllah (Amasya, 1465 - Konya, 11 giugno 1483) - con Şirin Hatun. Primo figlio maschio di Bayezid, morì per cause sconosciute e fu sepolto a Bursa. Sposò sua cugina Nergiszade Ferahşad Sultan (figlia di Şehzade Mustafa, nota anche come Nergisşah), da cui ebbe un figlio e due figlie: 
  - Şehzade Fülan (1481- 1489).
  - Aynışah Sultan (1482 - 1540), sposò Ahmed Pasha.
  - Şahnisa Sultan (1484, nata postuma - 1540), sposò prima suo cugino Şehzade Mehmed Şah (morto nel 1512, figlio di Şehzade Şehinşah), e poi Mirza Mehmed Pasha (morto nel 1517, che in precedenza era stato sposato con sua zia Fatma Sultan), da cui ebbe un figlio, Sultanzade Şemsi Ahmed Pasha, e infine Nuri Bey.
- Şehzade Ahmed - (Amasya, 1466 - Bursa, 24 marzo 1513) - con Bülbül Hatun. Figlio favorito di Bayezid, e principale rivale di Selim I per il trono, fu giustiziato da questi una volta che divenne sultano. Aveva tre consorti note, sette figli e quattro figlie.
- Şehzade Korkut -  (Amasya, 1469 - Manisa, 10 marzo 1513) - con Nigar Hatun. Rivale di Selim I per il trono, fu da questi prima esiliato e poi giustiziato. Aveva due figli morti infanti e due figlie.
- Şehzade Şehinşah (Amasya, 1470 - Karaman, 2 luglio 1511, sepolto nel mausoleo del suo fratellastro Ahmed) - con Hüsnüşah Hatun. Fu governatore di Manisa e Karaman. Venne giustiziato dal padre per sedizione e sepolto a Bursa. Aveva una consorte, Mükrime Hatun (sepolta all'interno del Complesso Muradiye di Bursa), e quattro figli: 
  - Şehzade Mehmed Şah (giustiziato il 16 dicembre 1512 per ordine di Selim I e sepolto con suo padre) - con Mükrime Hatun. Era sposato con sua cugina Şahnisa Sultan, figlia di Şehzade Abdüllah.
  - Şehzade Alaeddin (giustiziato il 16 dicembre 1512 per ordine di Selim I)
  - Şehzade Mahmud
  - Şehzade Mustafa
- Selim I (Amasya, 10 ottobre 1470 - Çorlu, 21 settembre 1520) - con Gülbahar Hatun. Destituì suo padre e divenne il 9º sultano dell'Impero ottomano.
- Şehzade Mahmud (Amasya, 1475 - Manisa, 1507) - maternità sconosciuta, fratello di sangue di Gevhermülük Sultan. Fu governatore di Kastamonu e Manisa. Aveva tre figli e due figlie: 
  - Şehzade Musa (1490–1512, giustiziato da Selim I).
  - Şehzade Orhan (1494–1512, giustiziato da Selim I).
  - Şehzade Emirhan Süleyman (?–1512, giustiziato da Selim I).
  - Ayşe Hundi Sultan (1495 - 1556), nel 1508 sposò Ferruh Bey ed ebbe una figlia: 
    - Mihrihan Hanimsultan.

  - Hançerli Zeynep Hanzade Fatma Sultan (1496 - aprile 1533). Si ritiene che possa aver educato la futura Hürrem Sultan prima che fosse presentata a Solimano il Magnifico tramite Hafsa Sultan o Pargali Ibrahim). Sposò Mehmed Bey nel 1508 ed ebbe due figli:
    - Sultanzade Kasim Bey (1511–1631).
    - Sultanzade Mahmud Bey.
- Şehzade Alemşah (Amasya, 1477 - Manisa, 1502) - con Gülruh Hatun. Governatore di Mentese e Manisa. Morì di cirrosi epatica causata della vita sregolata che conduceva. Aveva un figlio e due figlie: 
  - Şehzade Osman Şah (1492 - 1512, giustiziato da Selim).
  - Ayşe Sultan, nel 1521 sposò suo cugino Sultanzade Mehmed Çelebi, figlio di Fatma Sultan)
  - Fatma Sultan (1493–1522), sepolta nel mausoleo di sua nonna Gülruh nel Complesso Muradiye di Bursa.
- Şehzade Mehmed (Amasya, 1484 - Kefe, dicembre 1504) - con Ferahşad Hatun. Governatore di Kefe. Nel 1504 sposò una principessa del khanato Giray di Crimea, Ayşe Hatun (in seguito consorte del suo fratellastro Selim I), figlia di Menli I Giray. Aveva una figlia e due figli nati da concubine ignote: 
  - Fatma Sultan (1500–1556).
  - Şehzade Alemşah.
  - Şehzade Mehmed (1505, nato postumo – 1513, ucciso da Selim I).

### Figlie
Una volta salito al trono, Bayezid concesse alle sue figlie e alle sue nipoti in linea maschile il titolo di "Sultan" e alle nipoti in linea femminile quello di "Hanımsultan", che andarono a sostituire il semplice "Hatun" (signora, donna) in uso fino ad allora. I nipoti maschi in linea femminile ottennero invece il titolo di "Sultanzade". La riforma dei titoli femminili di Bayezid resta formalmente in vigore ancora oggi fra i membri superstiti della dinastia ottomana. 
Bayezid aveva almeno sedici figlie:
- Aynişah Sultan (Amasya, 1463 - Bursa, c. 1514) - con Şirin Hatun. Sposata due volte, aveva due figlie e un figlio.
- Hatice Sultan (Amasya, 1463 - Bursa, 1500; sepolta nel suo mausoleo, costruito dal figlio, a Bursa.) - con Bülbül Hatun. Hatice costruì una moschea, una scuola e una fontana a Edirnekapi, Costantinopoli. Nel 1479 sposò Muderis Kara Mustafa Pasha e rimase vedova nel 1483, quando suo marito venne giustiziato per tradimento perché sospettato Cem Sultan contro Bayezid II. Nel 1484 sposò Faik Pasha e resto vedova nel 1499. Ebbe due figli e due figlie: 
  - Sultanzade Ahmed Bey - con Mustafa Pasha. Governatore di Bursa. Ha costruito un mausoleo dov'è sepolta sua madre.
  - Hanzade Hanımsultan - con Mustafa Pasha.
  - Sultanzade Mehmed Çelebi - con Faik Pasha.
  - Ayşe Hanımsultan - con Faik Pasha.
- Hundi Sultan (Amasya, 1464 - Bursa, 1511) - con Bülbül Hatun. Nel 1481 sposò Hersekzade Ahmed Pasha ed ebbe da lui due figli e quattro figlie:
  - Sultanzade Musa Bey.
  - Sultanzade Mustafa Bey.
  - Kamerşah Hanımsultan.
  - Hümaşah Hanımsultan.
  - Aynışah Hanimsultan.
  - Mahdümzade Hanimsultan.
- Ayşe Sultan (Amasya, 1465 - Costantinopoli, dopo il 1515) - con Nigar Hatun. Sposata una volta, aveva due figli e cinque figlie.
- Hümaşah Sultan (Amasya, 1466 - Skopje, 1518). Chiamata anche Hüma Sultan. Sposò Bali Pasha, governatore di Antalya nel 1482 e rimase vedova nel 1495. Aveva un figlio e quattro figlie:
  - Sultanzade Hüseyin Şah Bey (morto nel 1566).
  - Hani Hanımsultan.
  - Hüma Hanımsultan.
  - Ümmi Hanımsultan. Sepolta a Gebze accanto a suo padre.
  - Şahzeman Hanımsultan.
- Ilaldi Sultan (Amasya, c. 1467 - ?, 1517). Fu tra le principesse che inviarono a Selim I una lettera di congratulazioni per la sua salita al trono. Sposò Hain Ahmed Pasha, governatore della Rumelia e dell'Egitto e Secondo Visir, ed ebbe un figlio e una figlia: 
  - Sultanzade Koçi Bey, sposò sua cugina Hanzade Hanımsultan, figlia di Selçuk Sultan ed ebbe un figlio: 
    - Ahmed Çelebi.

  - Şahzade Aynişah Hanımsultan (? – 1570), sposò Abdüsselâm Çelebi ed ebbe una figlia: 
    - Ümmihan Hanım.
- Gevhermüluk Sultan (Amasya, 1467 - Costantinopoli, 20 gennaio 1550) - maternità sconosciuta, sorella di sangue di Şehzade Mahmud. Costruì una madrase a Bursa. Sposata una volta, ebbe un figlio e una figlia.
- Sofu Fatma Sultan (Amasya, 1468 - Bursa, dopo il 1520) - con Nigar Hatun. Sposata tre volte, aveva tre figli e una figlia.
- Selçuk Sultan (Amasya, 1469 - Serres, 1508; sepolta nel suo mausoleo all'interno della Moschea Bayezid II a Costantinopoli). Chiamata anche Selçukşah Sultan. Sposò Ferhad Bey nel 1484 e rimase vedova nel 1485. Sposò Mehmed Bey nel 1487. Ebbe un figlio e quattro figlie: 
  - Sultanzade Gazi Husrev Bey (1484-18 giugno 1541) - con Ferhad Bey.
  - Neslişah Hanımsultan (1486 – 1550) - con Ferhad Bey. Sposò Halil Pasha (giustiziato nel 1540).
  - Hanzade Hanımsultan - con Mehmed Bey. Sposò sua cugina Sultanzade Koçî Bey, figlio di İlaldı Sultan ed ebbe un figlio:
    - Ahmed Çelebi.

  - Hatice Hanimsultan; sposò un figlio di Halil Pasha nel 1510 ed ebbe una figlia:
    - Hanzade Hanım.

  - Aslıhan Hanımsultan (1487 - att. 1529), sposò Yunus Pasha nel 1502 (giustiziato nel 1517). Si risposò nel 1518 con Defterdar Mehmed Çelebi, che fu governatore dell'Egitto e successivamente di Damasco. Dal secondo matrimonio ebbe una figlia:
    - Selçuk Hanim (nata il 21 febbraio 1529).
- Sultanzade Sultan (Amasya, prima del 1470 - ?) - con Hüsnüşah Hatun.
- Şah Sultan (Amasya, 1474 - Bursa, dopo il 1506). Chiamata anche Şahzade Şah Sultan. Era molto caritatevole e costruì una moschea nel 1506. Fu sepolta a Bursa nel mausoleo della sorellastra Hatice Sultan. Sposò Nasuh Bey nel 1490 ed ebbe una figlia: 
  - Ismihan Hanımsultan.
- Kamerşah Sultan (Amasya, 1476 - Costantinopoli, 1520; sepolta nel mausoleo di sua madre a Bursa) - con Gülruh Hatun, viene chiamata anche Kamer Sultan. Sposò nel 1491 Koca Mustafa Pasha e rimase vedova nel 1512. Nel 1513 si risposò con Nişancı Kara Davud Pasha. Ebbe una figlia e un figlio: 
  - Hundi Hanımsultan - con Koca Mustafa Pasha. Sposò Mesih Bey.
  - Sultanzade Osman Bey - con Koca Mustafa Pasha. Sepolto nel mausoleo di sua nonna Gülruh a Bursa.
- Şahzade Sultan (Amasya, ? - 1520). Sposò Yahya Pasha ed ebbe tre figli: 
  - Sultanzade Yahyapaşazade Gaazi Küçük Bali Pascià (? - 1543), nel 1508 sposò sua cugina Hanzade Hanimsultan, figlia di Aynişah Sultan, figlia di Bayezid II e Şirin Hatun.
  - Sultanzade Gazi Koca Mehmed Pascià (? - marzo 1548).
  - Sultanzade Gazi Ahmed Bey (? - dopo il 1543).
- Fülane Sultan (? - ?). Sposò il Gran Visir Davud Pasha ed ebbe un figlio:
  - Sultanzade Mehmed Bey, sposò sua cugina Fatma Sultan, figlia di Şehzade Ahmed.
- Fülane Sultan. Sposò nel 1498 con Gazi Yakub Pasha (morto nel 1502), si risposò nel 1504 con Mesih Bey.
- Fülane Sultan. Sposò Karlizade Mehmed Bey.

## Nella cultura popolare
- Bayezid compare come personaggio nel romanzo The Sultan's Helmsman
- Bayezid viene nominato nel videogioco Assassin's Creed: Revelations
- Bayezid II, nelle vesti di principe, compare nella serie Starz Da Vinci's Demons